# Ansford
Ansford is een civil parish in het bestuurlijke gebied South Somerset, in het Engelse graafschap Somerset met 1085 inwoners.